# Sebevražedný bombový útok v Čáríkáru 2018
Sebevražedný bombový útok v Čáríkáru 2018 se odehrál v ranních hodinách 5. srpna 2018 v Čáríkáru, hlavním městě afghánské provincie Parván, během pěší patroly. Při útoku sebevražedného atentátníka byli zabiti tři čeští vojáci, další tři vojáci (dva Afghánci a jeden Američan) byli zraněni. Zabití vojáci patřili ke 42. mechanizovanému praporu 4. brigády rychlého nasazení v Táboře. K provedení útoku se přihlásilo hnutí Tálibán.

## Reakce
Soustrast rodinám padlých vyjádřili prezident Miloš Zeman, premiér Andrej Babiš a další politici. Těla padlých vojáků, rotného Martina Marcina (* 14. února 1982, † ve 36 letech), desátníka Kamila Beneše (* 17. ledna 1990, † ve 28 letech) a desátníka Patrika Štěpánka (* 14. září 1993, † ve 25 letech) byla ve středu 8. srpna 2018 převezena do Česka. Ministr obrany povýšil in memoriam padlé vojáky do hodnosti štábních praporčíků. Na počest padlých vojáků se ve středu 8. srpna 2018 ve 12:00 rozezněly na 140 vteřin poplachové sirény. Dne 28. října 2018 byli padlí vojáci in memoriam vyznamenáni Medailí Za hrdinství.